# Treia (Italie)
Treia est une commune italienne d'environ 9 190 habitants (2022), située dans la province de Macerata, dans la région Marches, en Italie centrale.

## Géographie
Treia est une municipalité située au nord de la vallée de Potenza. Le centre historique est situé sur une longue et étroite selle de grès d'où toute la vallée est visible.

## Histoire
L'ancienne Treia se trouvait dans la zone du Sanctuaire du très Saint Crucifix, où la forme d'un amphithéâtre est encore visible dans un champ, et il est encore possible de trouver des fragments de l'époque romaine, en plus de ceux insérés dans les murs du couvent. 
Fondée à l'époque pré-romaine probablement par les Picènes vers le IVe siècle av. J.-C., elle tire son nom de la déesse Trea-Jana, une divinité d'origine gréco-sicilienne qui y était vénérée ; d'abord colonie romaine, puis municipalité (109 av. J.-C.), elle atteignit une bonne extension urbaine et une importance militaire relativement considérable. 
Treia a d'abord été détruite par les Wisigoths au Ve siècle puis, entre le IXe et le Xe siècle, par les Sarrasins, les habitants l'ont donc reconstruite sur trois petites collines voisines qui ont permis une défense plus facile, lui donnant également le nouveau nom de Montecchio (Monticulum ou Monteclum : petite montagne).
Elle fit ensuite partie du duché des Varano de Camerino, était sous la domination de Francesco Sforza, puis passa à l'État de l'Église, réussissant cependant, vers le XIe – XIIe siècle, à se doter de son propre système municipal (en 1157 il est fait mention des deux consuls) et d'avoir une physionomie précise, à tel point qu'un imposant système défensif fut construit comprenant les trois châteaux d'Onglavina, Elce et Cassero, les puissantes murailles et les différentes portes d'accès. Dans le cadre des contrastes entre la Papauté et l'Empire, la ville fut assiégée une fois en 1239, par l'armée du roi Enzo, fils naturel de Frédéric II, et en 1263, par celle de Corrado d'Antiochia, petit-fils de Frédéric II, toujours sans succès. En effet ils réussirent à faire prisonnier Corrado lui-même (en faisant semblant, dit-on, de se rendre et en baissant le volet de la porte dès que Corrado entra avec tout le personnel), qui revint cependant en liberté après deux mois d'emprisonnement au château de Cassero, peut-être en raison de la trahison du podestat de Baglioni qui s'est laissé corrompre par l'ennemi.
En 1790, Pie VI, par la bulle "Emixum animi nostra stadium" du 2 juillet, éleva le bourg au rang de "ville", avec l'ancien nom de Treia. Le monument situé sur la place devant la mairie lui a été dédié en 1795 et domine l'ancienne arène. Treia faisait partie des États pontificaux jusqu'en 1860, date à laquelle, après la Bataille de Castelfidardo, elle fut annexée au royaume d'Italie.
La renommée de Treia des derniers siècles est liée aux figures de :
- Luigi Lanzi (Treia, 1732 - Florence, 1810) archéologue, homme de lettres et historien de l'art italien considéré comme le père de l'historiographie moderne.

- L’écrivaine et poétesse Dolores Prato qui y situe son roman le plus célèbre.
- Luigi Spadolini de Treia était le grand-père de l'homme politique Giovanni Spadolini.

## Culture

### Architectures militaires
- Tour du moulin

### Zones archéologiques
- Zone archéologique de Treja

### Musées
- Galerie d'art municipale dans laquelle se trouve un immense tableau de 1673 d'Agostino Bonisoli représentant les franciscains protomartyrs.
- Musée Archéologique

## Monuments et lieux d'intérêt

### Architectures religieuses
- Co-cathédrale de la Santissima Annunziata
- Église de San Filippo
- Église de San Francesco
- Église de Santa Maria del Suffragio
- Église de San Michele
- Église de Santa Chiara
- Sanctuaire du Très Saint Crucifix
- Église paroissiale de Sant'Ubaldo
- Église de la Madonna del Ponte
- Église de la Madonna della Pace
- Église paroissiale de San Lorenzo
- Abbaye de Santa Maria in Selva
- Église paroissiale de Santa Lucia
- Église paroissiale des Saints Vito et Patrizio

### Architectures civiles
- Mairie
- Académie Géorgique
- Théâtre municipal
- Villa Voglia, dans le quartier de Vallonica
- Villa Valcerasa
- Villa Sala, à Passo di Treja
- Villa « Doux Repos »
- Villa Spada également connue sous le nom de Villa La Quiete : l'œuvre de l'architecte néoclassique Giuseppe Valadier, propriété publique, est en cours de restauration après une longue période d'abandon.
- Villa Votalarca
- Casone Pellicani
- Villa Valcampana
- Villa Carnevali
- Palais aux cent fenêtres
- Villa Pignotti, maintenant « Cortese »
- Villa Molle

## Administration
| Période                                  | Période | Identité | Étiquette | Qualité |
| ---------------------------------------- | ------- | -------- | --------- | ------- |
|                                          |         |          |           |         |
| Les données manquantes sont à compléter. |         |          |           |         |

### Hameaux
Passo di Treia, Chiesanuova di Treia, Santa Maria in Selva, Camporota

### Communes limitrophes
Appignano, Cingoli, Macerata, Pollenza, San Severino Marche, Tolentino